# O. E. 하세
오토 에두아르트 "O.E." 하세(독일어: Otto Eduard "O. E." Hasse, 1903년 7월 11일~1978년 9월 12일)는 독일의 배우, 성우, 영화 감독이다.

## 작품 목록

### 영화
- 계엄령 (1973년)
- 맨해탄의 세 방 (1965년)
- 마부제 박사 5 (1964년)
- 탈주한 하사 (1962년)
- 아르센 뤼팽의 모험 (1957년)
- 최후의 8월 15일 (1955년)
- 나는 고백한다 (1953년)
- 반역 (1951년)